# Jerry Stiller
Jerry Stiller, celým jménem Gerald Isaac Stiller, (8. června 1927 – 11. května 2020) byl americký herec a komik, otec Bena Stillera.
Narodil se v Brooklynu do židovské rodiny, předci z otcovy strany pocházeli z Haliče, matka se narodila v polském Frampolu. Za druhé světové války působil v armádě a následně získal bakalářský titul ze Syracuské univerzity; herectví dále studoval v newyorském HB Studiu. V roce 1953 se seznámil s komičkou Anne Mearou, s níž se brzy oženil. Společně působili v improvizační divadelní skupině Compass Players, po odchodu vystupovali ve dvojici a dosáhli značné popularity; mnohokrát vystupovali v pořadu The Ed Sullivan Show. Společné veřejné vystupování ukončili v roce 1970 kvůli neblahému vlivu na jejich manželství. Nadále však spolupracovali mj. na rozhlasových pořadech a v roce 1986 na nepříliš úspěšném televizním pořadu The Stiller and Meara Show.
V letech 1993–1998 měl menší roli v sitcomu Seinfeld a v letech 1998–2007 hrál jednu z hlavních postav v sitcomu Dva z Queensu. Vystupoval také v několika filmech se synem Benem, například Těžké váhy (1995), Zoolander (2001), Těsně vedle (2007) a Zoolander No. 2 (2016).
Zemřel na Manhattanu ve věku 92 let.